# 首爾西部地方法院
首尔西部地方法院是管辖韓國首尔特别市麻浦区、龙山区、西大门区和恩平区的地方法院。位于麻浦区麻浦大路174号（孔德洞）。1989年，首尔地方法院西部支院设立。2004年2月1日，更名为首尔西部地方法院，不再是首尔地方法院的分院。